# بز کوهی پیرنیه
بز کوهی پیرنیه (نام علمی: Rupicapra pyrenaica) نام یک گونه از زیرخانواده بزسانان است.